# Crematogaster jullieni
Crematogaster jullieni är en myrart som beskrevs av Santschi 1910. Crematogaster jullieni ingår i släktet Crematogaster och familjen myror. Inga underarter finns listade i Catalogue of Life.